# レジェンド オブ レガシー
『レジェンド オブ レガシー』（THE LEGEND OF LEGACY）は、フリューより2015年1月22日に発売されたニンテンドー3DS専用ゲームソフト。アメリカでは同年10月13日、ヨーロッパでは2016年2月5日に発売された。
2023年にHDリマスター版となる『レジェンド オブ レガシー HDリマスター』を発表、対応プラットフォームはNintendo Switch・PlayStation 5・PlayStation 4・PC（Steam配信）でSwitch・PS5・PS4版は2024年2月1日に発売予定。

## 概要
フリューによる完全新規IPのRPG。過去のフリュー製RPGと同様に著名クリエイターの起用がアピールされており、本作品では『サガシリーズ』の小林智美や小泉今日治などが参加している。
突如現れた謎の島「アヴァロン」を舞台に、それぞれの背景によりアヴァロンを訪れた7人の冒険者達の物語が描かれるという内容。
「探求」をキーワードに、後述する独自のマッピングシステムの採用やクエスト系システムの非導入による、プレイヤーが能動的にプレイするための「手探りの楽しさ」を追求したゲームデザインが特徴。ディレクターの松浦正尭は本作品のプレイターゲットを「1990年代のRPG経験者」と設定し、世界観やビジュアルイメージもターゲット世代のRPGのものへ合わせたものとなっている。

## システム
カートグラフ
本作品の中核を成しているマッピングシステム。フィールドや遺跡を歩き回ってマップオブジェをポップアップさせ地図を作成していく。
地図は好きなタイミングで街で売却して情報を流通させる事が可能で、売却後は他の冒険者との共同探索状態となり、全滅時に救出して貰えたり、敵の出現率の低下などゲームバランスが変化するため、ある程度自分の好みの難易度に合わせて遊ぶ事ができる。

### バトルシステム
双次元バトル
基本はオーソドックスなコマンド式の戦闘システムだが、プレイヤーvsモンスターのバトルと精霊vs精霊の勢力バトル、二つの次元でバトルが繰り広げられることから双次元バトルと名付けられた。
水・風・炎属性の3種がある『歌う岩のかけら』を装備して、戦闘中に専用コマンドの『大いなる呼びかけ』を使用することで、『歌う岩のかけら』の属性に対応した精霊と一時的に契約状態になる事ができる。邪属性の精霊も存在するがプレイヤー側は契約することができない。モンスター側は常に邪精霊との契約状態にあり、必然的に邪の精霊術はモンスター専用のものとなっている。
精霊と契約すると、対応した属性の術を発動できるようになり、水の精霊であればHP自動回復効果、風の精霊であればSP自動回復効果が付加されたりするなど、様々な補助効果が得られる。この効果はバトルフィールドに居る精霊の数に応じて強力になる。精霊は『大いなる呼びかけ』を使うたびに集まってくるが、ターンが経過するに遵い徐々にその数は元の基本となる数値まで減っていく。
契約はプレイヤー側だけでなくモンスター側も行い、プレイヤー側が契約状態であってもモンスター側が新たに契約することでプレイヤー側の契約状態は解除されてしまう。その場合再度プレイヤー側が『大いなる呼びかけ』を使えば奪い返すことができる。
バトル中、3DSの下画面には精霊の大まかな属性勢力図が表示されており、最も勢力が大きくなった精霊は優勢状態となって、精霊毎に設定された特殊効果を発生させる。この優勢効果は敵味方や契約状態に関係なく無差別に発揮される為、これを上手くコントロールしながら戦う事が重要となる。
ロールシャッフル
プレイヤーは、パーティを組んだ三人のキャラクターそれぞれに、攻撃力に優れたアタック、防御力に優れ仲間を庇うガード、速度に優れ回復効果を増強するサポートのポジションを割り当てる。ポジションは全員アタックなど、同じ物を設定しても良い。冒険中に新たなポジションを習得できる事もある。
この設定したポジションの組み合わせをフォーメーションと呼び、戦闘中は状況に応じてこのフォーメーションを切り替えながら戦う。
ポジションに応じて、戦闘後にキャラクター自身の基礎ステータスが上がる事がある。
覚醒
プレイヤーが術技を使用した際に、稀に覚醒して新たな派生技を覚える。キャラクター自身の能力が高いほど、敵が強いほどに覚醒する確率が高まる。

## キャラクター

### プレイアブルキャラクター
ゲーム開始時に1人を主人公として選択、それ以外はサブパーティーキャラとなる。加入タイミングは選択した主人公によりそれぞれ変化する。
ミュルス
精霊使い 性別：男 年齢：27歳
精霊使いの末裔で、大地の精霊と交信する能力を持つ。
ビアンカ
記憶喪失の少女 性別：女 年齢：不明
記憶を失いつつも前向きに人生を送る少女。
リベル
トレジャーハンター 性別：男 年齢：18歳
トレジャーハンターとして世界中を旅する青年。明るく前向きで正義感が強いが、女好きでもある。
ガーネット
騎士 性別：女 年齢：20歳
エミリア教会騎士団の騎士で、真面目な人物。
オーウェン
賞金稼ぎ 性別：男 年齢：36歳
男爵を自称する賞金稼ぎ。金のためならどこへでも行く。
フィルミア
カエル族 性別：♂ 年齢：不明
かつてアヴァロン島に存在したとされる王国の王子。礼儀正しいが空気が読めず、調子がいいと歌う癖がある。
エロイーズ
錬金術士 性別：女 年齢：24歳
薬局を営みつつも不老不死の研究をしている女性。

### モンスター
翼獣
アヴァロン東部の吠える谷に住まう生物。四足歩行の猛禽類の姿をしており、後ろ半分は獣のような姿をしている。
センティネル
槍を持った生物。
ゴブリン
トロール

### その他
冒険王
アヴァロン島を最初に発見した男。アヴァロン島にイニティウムの街を建設し、冒険者のサポートにあたってきた。
ココ
ネコ族の生物。アヴァロン島のいたるところに現れ、話しかけると信じがたい話をする。

## スタッフ
- ディレクター：松浦正尭
- ゲームデザイン：小泉今日治（グレッゾ）
- イメージイラスト：小林智美
- キャラクターデザイン：平尾リョウ
- モンスターデザイン：小島雄一郎、下釜隆志
- 背景美術：筒井美佐子
- ムービーデザイン：山形周平
- タイトルロゴデザイン：川口忠彦
- テキストディレクション：加藤正人
- コンポーザー：浜渦正志
- サウンドエディター：斎藤賢一
- ナレーション：白鳥英美子

## 関連作品
- アライアンス アライブ - 本作のシステムを継承。